# Andrea Crisanti (scenografo)
Andrea Crisanti (Roma, 12 giugno 1936 – Roma, 7 maggio 2012) è stato uno scenografo e costumista italiano.

## Biografia
Nei primi anni della sua carriera, ha lavorato soprattutto con Francesco Rosi (nei film Uomini contro, Il caso Mattei, Cadaveri eccellenti, Cristo si è fermato a Eboli, Tre fratelli, Cronaca di una morte annunciata, Dimenticare Palermo, La tregua) e anche con Sergio Corbucci (nei film Bluff - Storia di truffe e di imbroglioni, Tre tigri contro tre tigri, Ecco noi per esempio...), Marco Bellocchio (Salto nel vuoto, Diavolo in corpo). Ha curato le scenografie di alcuni film di Giuseppe Tornatore, incluso quella di Una pura formalità (1994).
Sul piano internazionale vanno ricordate le scenografie del film russo Nostalghia (1983) e delle coproduzioni I vestiti nuovi dell'imperatore (2001) e Il consiglio d'Egitto (2002).
Nel 2002 ha ricevuto il Nastro d'argento alla migliore scenografia per il film Il consiglio d'Egitto. Ha ricevuto il David di Donatello per il miglior scenografo nel 1995 per il film Una pura formalità e nel 2005 per il film Cuore sacro de regista Ferzan Özpetek.

## Filmografia

### Scenografo

#### Cinema
- I due crociati, regia di Giuseppe Orlandini (1968)
- Uomini contro, regia di Francesco Rosi (1970)
- Incontro d'amore, regia di Paolo Heusch e Ugo Liberatore (1970)
- Giù la testa, regia di Sergio Leone (1971)
- Quante volte... quella notte, regia di Mario Bava (1972)
- Il caso Mattei, regia di Francesco Rosi (1972)
- Lucky Luciano, regia di Francesco Rosi (1973)
- Cadaveri eccellenti, regia di Francesco Rosi (1976)
- Bluff - Storia di truffe e di imbroglioni, regia di Sergio Corbucci (1976)
- La linea del fiume, regia di Aldo Scavarda (1976)
- Tre tigri contro tre tigri, regia di Sergio Corbucci e Steno (1977)
- Ecco noi per esempio..., regia di Sergio Corbucci (1977)
- Cristo si è fermato a Eboli, regia di Francesco Rosi (1979)
- Salto nel vuoto, regia di Marco Bellocchio (1980)
- Il cappotto di Astrakan, regia di Marco Vicario (1980)
- L'avvertimento, regia di Damiano Damiani (1980)
- Tre fratelli, regia di Francesco Rosi (1981)
- Miracoloni, regia di Francesco Massaro (1981)
- Prima che sia troppo presto, regia di Enzo Decaro (1981)
- Più bello di così si muore, regia di Pasquale Festa Campanile (1982)
- Identificazione di una donna, regia di Michelangelo Antonioni (1982)
- Nostalghia, regia di Andrej Tarkovskij (1983)
- Diavolo in corpo, regia di Marco Bellocchio (1986)
- Cronaca di una morte annunciata, regia di Francesco Rosi (1987)
- Luci lontane, regia di Aurelio Chiesa (1987)
- Il giovane Toscanini, regia di Franco Zeffirelli (1988)
- Nuovo Cinema Paradiso, regia di Giuseppe Tornatore (1988)
- Dimenticare Palermo, regia di Francesco Rosi (1990)
- Stanno tutti bene, regia di Giuseppe Tornatore (1990)
- Il ladro di bambini, regia di Gianni Amelio (1992)
- Una pura formalità, regia di Giuseppe Tornatore (1994)
- Les hirondelles ne meurent pas à Jerusalem, regia di Ridha Behi (1994)
- Colpo di luna, regia di Alberto Simone (1995)
- Bambola di carne, regia di Andrea Bianchi (1995)
- La tregua, regia di Francesco Rosi (1997)
- I vestiti nuovi dell'imperatore (The Emperor's New Clothes), regia di Alan Taylor (2001)
- Il consiglio d'Egitto, regia di Emidio Greco (2002)
- L'avvocato de Gregorio, regia di Pasquale Squitieri (2003)
- The Accidental Detective, regia di Vanna Paoli (2003)
- Sotto falso nome, regia di Roberto Andò (2004)
- Cuore sacro, regia di Ferzan Özpetek (2005)
- Face Addict, regia di Edo Bertoglio - documentario (2005)
- Arrivederci amore, ciao, regia di Michele Soavi (2006)
- La masseria delle allodole, regia di Paolo e Vittorio Taviani (2007)
- K. Il bandito, regia di Martin Donovan (2008)
- Il sangue dei vinti, regia di Michele Soavi (2008)
- Ricordati di fare miao, regia di Luca Calvanelli - cortometraggio (2009)
- Mine vaganti, regia di Ferzan Özpetek (2010)
- Magnifica presenza, regia di Ferzan Özpetek (2012)
- Il volto di un'altra, regia di Pappi Corsicato (2013)

#### Televisione
- Vado e torno, regia di Vittorio Sindoni – film TV (1998)
- Non lasciamoci più – serie TV (1999)
- I giudici - Excellent Cadavers (Excellent Cadavers), regia di Ricky Tognazzi – film TV (1999)
- Ama il tuo nemico 2, regia di Damiano Damiani – film TV (2001)
- La contessa di Castiglione – miniserie TV (2006)

### Architetto-scenografo
- Maciste all'inferno, regia di Riccardo Freda (1962)
- Brutti di notte, regia di Giovanni Grimaldi (1968)
- Sette volte sette, regia di Michele Lupo (1968)
- Giù la testa, regia di Sergio Leone (1971)
- Più bello di così si muore, regia di Pasquale Festa Campanile (1982)
- Stanno tutti bene, regia di Giuseppe Tornatore (1990)
- Vipera, regia di Sergio Citti (2001)
- La finestra di fronte, regia di Ferzan Özpetek (2003)
- Fratella e sorello, regia di Sergio Citti (2004)
- Ma l'amore... sì!, regia di Marco Costa e Tonino Zangardi (2006)
- La polvere del tempo, regia di Theodoros Angelopoulos (2008)

### Arredatore
- Il signor Robinson, mostruosa storia d'amore e d'avventure, regia di Sergio Corbucci (1976)
- Borotalco, regia di Carlo Verdone (1982)

### Costumista
- Incontro d'amore, regia di Paolo Heusch e Ugo Liberatore (1970)

### Dipartimento artistico
- Ieri, oggi, domani, regia di Vittorio De Sica (1963) (assistente direttore artistico)
- Quante volte... quella notte, regia di Mario Bava (1972) (set scenografie)
- Gli eroi, regia di Duccio Tessari (1973) (set scenografie)
- Il giovane Toscanini, regia di Franco Zeffirelli (1988) (set scenografie)

## Riconoscimenti
- David di Donatello
  - 1981 - Candidato a migliore scenografia - Tre fratelli
  - 1982 - Candidato a a migliore scenografia - Borotalco
  - 1991 - Candidato a a migliore scenografia - Stanno tutti bene
  - 1992 - Candidato a migliore scenografia - Il ladro di bambini
  - 1995 - Migliore scenografia - Una pura formalità
  - 1997 - Candidato a migliore scenografia - La tregua
  - 2005 - Migliore scenografia - Cuore sacro
  - 2006 - Candidato a migliore scenografia - Arrivederci amore, ciao
  - 2007 - Candidato a migliore scenografia - La masseria delle allodole
  - 2010 - Candidato a migliore scenografia - Mine vaganti
  - 2012 - Candidato a migliore scenografia - Magnifica presenza

- Nastro d'argento
  - 1976 - Candidato a migliore scenografia - Cadaveri eccellenti
  - 1989 - Candidato a migliore scenografia - Nuovo cinema Paradiso
  - 1995 - Candidato a migliore scenografia - Una pura formalità
  - 2002 - Migliore scenografia - Il consiglio d'Egitto
  - 2003 - Candidato a migliore scenografia - La finestra di fronte
  - 2006 - Candidato a migliore scenografia - Cuore sacro
  - 2007 - Candidato a migliore scenografia - La masseria delle allodole
  - 2010 - Candidato a migliore scenografia - Mine vaganti

- British Academy Film Award
  - 1991 - Candidato a migliore scenografia - Nuovo cinema Paradiso

- Ciak d'oro
  - 1990 - Candidatura a migliore scenografia per Dimenticare Palermo
  - 1995 - Migliore scenografia per Una pura formalità[2]